# سنای استرالیا
سنای استرالیا مجلس علیای این کشور است. پارلمان استرالیا از دو مجلس سنا و مجلس نمایندگان (مجلس سفلا) تشکیل شده است.
مجلس سنا دارای ۷۶ سناتور است. هر ایالت ۱۲ نماینده دارد. سرزمین شمالی و منطقه پایتخت نیز هرکدام ۲ نماینده در سنا دارند. دورهٔ نمایندگان سنایی که از ایالت‌ها انتخاب می‌شوند شش سال است که هر سه سال یکبار نیمی از آن‌ها انتخاب می‌شوند؛ ولی دورهٔ سناتورهایی که از منطقهٔ پایتخت و سرزمین شمالی برگزیده می‌شوند تنها سه سال بوده و انتخاب آن‌ها همزمان با انتخابات مجلس نمایندگان است. قدرت مجلس سنا به استثنای چندین مورد معین در زمینهٔ امور مالی، با مجلس نمایندگان برابر می‌باشد. رئیس مجلس سنا از سوی سناتورها و با رأی اکثریت آن‌ها به این مقام می‌رسد.